# Greatest Hits and Black Beauties
Greatest Hits And Black Beauties är ett album av L.A. Guns från 1999 som innehåller nyinspelningar av gamla L.A. Guns-låtar.

## Låtlista
1. Bricks
2. One More Reason
3. Ritual
4. Electric Gypsy
5. No Mercy
6. Sex Action
7. Rip N Tear
8. Disbelief
9. Ballad Of Jayne
10. Time
11. Heartful Of Soul (Yardbirds cover)
12. 3 Minute Atomic Egg
13. One More Reason (Remix)
14. Sex Action (Remix)

## Medverkande
- Phil Lewis - sång
- Tracii Guns - gitarr
- Mick Cripps - gitarr
- Kelly Nickels - bas
- Steve Riley - trummor